# Paxton Lynch
Pour les articles homonymes, voir Lynch.
(en) Statistiques sur pro-football-reference
(en) Statistiques sur statscrew
Paxton James Lynch, né le 12 février 1994 à San Antonio, est un sportif professionnel américain de football américain et canadien jouant au poste de quarterback, Agent libre depuis la saison 2024.

## Biographie

### Carrière universitaire
Il a joué avec les Tigers de l'université de Memphis de 2013 à 2015.

### Carrière professionnelle
Il est sélectionné en tant que 26e choix global lors du premier tour de la draft 2016 de la National Football League par la franchise des Broncos de Denver. Il y joue deux saisons décevantes (2016 et 2016) n'y étant désigné quarterback titulaire que lors de quatre matchs. Il est libéré avant le début de la saison 2018, qu'il passe sans jouer. Les Seahawks de Seattle font son acquisition en janvier 2019, mais le libèrent en août avant le début de la saison. 
Les Steelers de Pittsburgh font l'acquisition de Lynch en septembre 2019 et l'intègrent dans l'effectif final en octobre. Il ne prend cependant part à aucun match et est libéré en septembre 2020. 
En juin 2021, les Roughriders de la Saskatchewan de la Ligue canadienne de football font son acquisition mais Paxton ne dispute aucun match de la saison et est libéré en février 2022.
Le 22 février 2002, Lynch signe avec la nouvelle ligue United States Football League et est sélectionné en 8e choix lors du 12e tour de la draft par les Panthers du Michigan. Il est le dernier quarterback à y être sélectionné, le seul à avoir précédemment joué une saison en NFL. À la suite d'une blessure à la jambe, il est placé dans la liste des joueurs inactifs le 5 mai 2022.
Le 30 janvier 2023, Lynch signe avec les Guardians d'Orlando (en) jouant dans la XFL. En 1re semaine lors de la défaite 12 à 33 contre les Roughnecks de Houston (en), il réussit 14 de ses 20 passes pour un gain de 125 yards et un touchdown mais il subit une interception et est renvoyé sur le banc en étant remplacé par Quinten Dormady.
Libéré le 5 avril 2023, il est de suite engagé par la franchise XFL des Brahmas de San Antonio. Il n'est pas repris dans la liste des joueurs disponibles à la draft 2024 de l'UFL (en) parue le 15 janvier 2024.

## Statistiques
| Année              | Équipe                 | MJ |         | Passes   | Passes | Passes | Passes | Passes | Passes | Passes  |       | Courses | Courses | Courses | Courses |
| Année              | Équipe                 | MJ | Tentées | Réussies | Pct.   | Yards  | TD     | Int.   | Éval.  | Tentées | Yards | Moy.    | TD      |         |         |
| 2016               | Broncos de Denver      | 3  | 83      | 49       | 59,0   | 497    | 2      | 1      | 79,2   | 11      | 25    | 2,3     | 0       |         |         |
| 2017               | Broncos de Denver      | 2  | 45      | 30       | 66,7   | 295    | 2      | 3      | 72,0   | 05      | 30    | 6,0     | 0       |         |         |
| 2019               | Steelers de Pittsburgh | 0  | -       | -        | -      | -      | -      | -      | -      | -       | -     | -       | -       |         |         |
| Totaux en carrière | Totaux en carrière     | 5  | 128     | 79       | 61,7   | 792    | 4      | 4      | 76,7   | 16      | 55    | 3,4     | 0       |         |         |